# Nicardipina
La Nicardipina è un derivato sintetico diidropiridinico della nitrofenil-piridina ed è un potente bloccante del canale calcio-voltaggio dipendente.
Tale principio attivo provoca importanti vasodilatazioni a livello delle arterie, motivo per il quale clinicamente viene usato per il trattamento dell'ipertensione. Viene utilizzato anche per il trattamento dell'asma.

## Indicazioni
Il medicinale (codice ATC: C08CA04) contenente questo principio attivo è utilizzato in cardiologia nel trattamento di:
- Ipertensione arteriosa;
- Angina vasospastica;
- Angina pectoris.

## Farmacodinamica
La Nicardipina inibisce l'ingresso degli ioni calcio nelle cellule cardiache ed in particolare possiede una maggiore affinità per i canali calcio di tipo L localizzati nella muscolatura liscia del cuore. Sembrerebbe agire provocando una deformazione dei canali che quindi non possono più essere attraversati dal calcio, oppure potrebbe interferire con il rilascio dello ione dal reticolo sarcoplasmatico della cellula. In entrambi i casi l'effetto finale è lo stesso: minor concentrazione di calcio nel citoplasma.
Oltre a ridurre la disponibilità intracellulare di calcio-ioni, questa molecola è anche in grado di inibire l'enzima fosfodiesterasi producendo così un aumento della concentrazione di cAMP all'interno della cellula. La maggior concentrazione intracellulare di quest'ultima molecola comporta il rilasciamento della cellula muscolare liscia in quanto una delle funzioni del cAMP è quella di attivare delle protein-chinasi che andranno poi a fosforilare la catena leggera della miosina. Tale fosforilazione comporta l'inattivazione della miosina che quindi non è più in grado di legarsi all'actina per consentire la contrazione della cellula.
Entrambi i processi (diminuzione di ioni calcio e aumento cAMP intracellulari) determinano il rilassamento della muscolatura che quindi comporta vasodilatazione. Tale fenomeno, associato anche ad una riduzione della resistenza periferica totale, provoca un aumento del flusso sanguigno periferico ed una diminuzione della pressione sanguigna.
Questo calcio-antagonista riduce: la forza di contrazione cardiaca, la frequenza cardiaca, la pressione sanguigna (grazie alla vasodilatazione), il consumo di ossigeno da parte del miocardio ed anche il post carico.

## Farmacocinetica

### Assorbimento e distribuzione
La nicardipina è soggetta a metabolismo di primo passaggio a livello del fegato e, dopo la somministrazione di una dose orale di 30 mg, la biodisponibilità sistemica è circa del 35%. Inoltre, una volta assorbita, si trova nel sangue legata alle proteine plasmatiche (legame con le proteine >95%). Ha un volume di distribuzione di 8.3 L/kg.

### Biotrasformazione
La nicardipina viene metabolizzata a livello del fegato dal citocromo P450 3A4, dove viene trasformata in diidronicardipina e nicardipina di-benzilata.  Da alcuni studi sull'uomo si è dedotto che, somministrando una singola dose o tre dosi al giorno per 3 giorni, meno dello 0,03% del farmaco non modificato si recupera nelle urine. In quest'ultime sono stati evidenziati otto metaboliti, alcuni dei quali ancora farmacologicamente attivi, tra questi il più abbondante è il glucuronide della forma idrossilica della nicardipina.

### Eliminazione
Il farmaco ha un'emivita di 8,6 ore,  e una clearance di 0.4 L/h∙kg dopo la somministrazione. Viene eliminata per circa il 70% con le feci ed il restante 30% con le urine.

## Interazioni farmacologiche
Le possibili interazioni farmacologiche di questo farmaco sono numerose e per questo è necessario prestare attenzione durante il suo utilizzo in poli farmacoterapia:
- Può aumentare l'effetto inotropo negativo dei beta-bloccanti;
- Essendo metabolizzata dal CYP450 3A4, la co-somministrazione con induttori o inibitori di tale citocromo può comportare alterati livelli plasmatici del farmaco;
- La somministrazione contemporanea di nicardipina e ciclosporina o digossina determina alterati (ed in particolare maggiori) livelli plasmatici di questi ultimi, rischiando l'ottenimento di dosi tossiche;
- I livelli plasmatici del farmaco possono aumentare se assunto con succo di pompelmo (come per altri calcio-antagonisti di tipo diidropiridinico).
- Gli antimicotici interferiscono con il metabolismo del farmaco aumentandone i livelli plasmatici.

## Dosaggio
Generalmente viene raccomandata in dose di 40 mg due volte al giorno, tuttavia potrebbe essere necessario adattare la posologia per ogni paziente a seconda della risposta terapeutica ottenuta. Inoltre, è necessario prestare particolare attenzione verso: pazienti anziani, donne in gravidanza, pazienti con compromissione epatica o renale e popolazione pediatrica.

### Sovraddosaggio
Se assunta in eccesso rispetto alla dose giornaliera consigliata potrebbe provocare una grave ipotensione. Per questo è necessario un controllo frequente della pressione arteriosa; in caso di ipotensione marcata può essere indicata la somministrazione endovenosa di sostanze ad azione vasopressoria o plasma expanders.
Gli effetti di blocco dell'ingresso degli ioni calcio possono essere eliminati somministrando calcio gluconato endovena.

## Effetti indesiderati
La maggior parte degli effetti indesiderati sono imputabili all'effetto vasodilatatorio della nicardipina.
Gli effetti con frequenza non nota comprendono: reazione anafilattica, anoressia, capogiri, ipotensione, palpitazioni, disturbi gastrointestinali (nausea, diarrea, stitichezza, pirosi gastrica), patologie della cute (arrossamento, prurito, eritema), edema periferico, edema polmonare, vampate e trombocitopenia.
Gli effetti che si verificano più raramente, invece, comprendono: stordimento, cefalea, sonnolenza, scialorrea, aumento della minzione, dispnea, disturbi della visione e dolore toracico.

## Avvertenze e controindicazioni
La nicardipina non è da assumere in caso di:
- gravidanza: se somministrato per via endovenosa può causare edema polmonare acuto, soprattutto durante una gravidanza multipla (gemellare);
- allattamento: il composto può essere escreto nel latte materno, per questo non è opportuna la somministrazione. Se il suo uso è considerato indispensabile, allora interrompere l'allattamento.

Inoltre deve essere usata sotto sorveglianza medica e con precauzione nei pazienti che presentano:
- Insufficienza epatica;
- Insufficienza renale;
- Ipotensione arteriosa;
- insufficienza cardiaca;
- grave stenosi valvolare aortica;
- grave disfunzione ventricolare sinistra;
- assunzione contemporanea di beta-bloccanti;
- meno di 18 anni.

È consigliato evitare l'assunzione di alcolici se si fa uso del composto poiché può influire sulla capacità di guidare veicoli e di utilizzare macchinari causando effetti indesiderati come capogiri.

## Epatotossicità
Alcuni calcio-antagonisti possono causare danni epatici, in particolar modo aumento dei livelli sierici degli enzimi aminotransferasi o fosfatasi alcalina. La nicardipina non è stata associata a nessuno di questi aumenti, anche in pazienti trattati con terapia cronica a lungo termine. È stato segnalato solo un caso di aumento di tali enzimi in un paziente che veniva curato con la nicardipina per via endovenosa. Gli studi al riguardo non hanno menzionato né epatotossicità con conseguente aumento delle aminotransferasi sieriche né l'interruzione del farmaco stesso. Pertanto l'insorgenza di danni al fegato, causati dalla nicardipina, sono da considerarsi rari.
Il motivo per cui alcuni calcio-antagonisti comportano epatotossicità, al contrario della nicardipina, è ancora sconosciuto.
La tossicità è:
- nel ratto LD50= 184 mg/kg;
- nel topo LD50= 322 mg/kg.